# Органична анемия
Органичната анемия е термин, използван за класифициране на група от нарушения на метаболизма, които променят нормалния аминокиселинен метаболизъм, особено на аминокиселините с разклонена верига. Това причинява натрупване на киселини и червени кръвни клетки, които обикновено не присъстват в организма.
Аминокиселините с разклонение на веригите съдържат изолевцин, левцин и валин. Тези вещества са с органичен характер и влизат в състава на повечето природни белтъци и на някои нечистоверижни мастни киселини.
Четирите основни типа органична анемия са: метилмалонова анемия, пропионова анемия, изовалерианова анемия и болест на урината от кленов сироп.

## Причини
Повечето от органичните анемии са резултат от изменение на автозомни гени, свързани с различни ензими, важни за аминокиселинния метаболизъм. Неврологичната и физиологична вреда е причинена от тази нарушена способност да се синтезира ключов ензим, необходим за разграждане на специфична аминокиселина или група от аминокиселини, водеща до анемия и непоносимост към специфични системи на органи, което ще рече, че органичната анемия може да доведе до спиране работата на някои цели системи от органи. Повечето от тях се наследяват като генетични или автоимунни заболявания.

## Диагностициране
Органичната анемия често се диагностицира в ранна детска възраст с помощта на урината, ако тя е в необичайно голямо количество или съдържа органични киселини. Диагностицирането обикновено се прави, като се изследва количеството органични вещества и киселини в пробата от урината чрез газова хроматография. При някои от случаите урината е винаги в необичайни количества, а при други, характерните вещества присъстват периодично или рядко. Много от органичните анемии се откриват чрез скенера, който се прави на новороденото дете.
Нарушенията, причинени на човека заради болестта, варират от лечими до фатални. Обикновено засягат повече от една органна система, особено централната нервна система.
Неврологичните увреждания и развитието на заболяването са често срещани фактори при диагностицирането. Свързаните с тях симптоми са различни по вид и произход: от лошо хранене до бавен растеж, летаргия, повръщане, дехидратация, недохранване, хипогликемия, хипотония и други. Ако не се лекува следва смърт.

## Лечение
Леченията или управлението на органичните киселини могат да бъдат различни.
От 1984 г. има ефективно лечение на всички видове състояния. На някои включва високо въглехидратна диета, интравенозни течности, аминокиселинно заместване, витаминни добавки, кератин и други. При най-тежките случаи се вкарва изкуствена тръба в гърлото, помагаща при храненето.
От 1993 г. дефицит на бета-кетотиолаза и други органични анемии се овладяват чрез опит за възстановяване или балансиране на биохимичната и физиологичната хомеостаза. Общите терапии включват поставяне на диета, за да се избегнат приемане на аминокиселини и да се изхвърлят токсичните метаболити.